# 7890 Yasuofukui
7890 Yasuofukui è un asteroide della fascia principale. Scoperto nel 1994, presenta un'orbita caratterizzata da un semiasse maggiore pari a 2,1727067 UA e da un'eccentricità di 0,1904338, inclinata di 0,98254° rispetto all'eclittica.
L'asteroide è dedicato all'astronomo giapponese Yasuo Fukui.